# Masques (prix)
Pour les articles homonymes, voir Masque (homonymie).
Les Masques sont des prix théâtraux remis annuellement au Québec. Ils sont remis lors de la Soirée des Masques, tenue pour la première fois en 1994. 
La soirée des Masques disparaît en 2008.

## Lauréats 2007[2]
Cette édition de la Soirée des Masques s'est déroulée au Théâtre Denise-Pelletier à Montréal. Le gala a été animé et dirigé par David Savard. Un hommage a été rendu à Claude Michaud pour sa contribution au théâtre d'été.
- Production Montréal : Théâtre de la Manufacture pour Coma Unplugged, une pièce de Pierre-Michel Tremblay mise en scène par Denis Bernard
- Production Québec : Théâtre du Trident pour Les Mains sales de Jean-Paul Sartre, mise en scène de Marie Gignac
- Production jeune public : Les Nuages en pantalon pour Si tu veux être mon amie, un texte de Litsa Boudalika mis en scène par Jean-Philippe Joubert
- Production langue anglaise : Leanor & Alvin Segal Theatre pour I Am My Own Wife, une pièce de Doug Wright mise en scène par Chris Abraham
- Interprétation féminine : Danielle Proulx dans Vincent River, une pièce de Philip Ridley mise en scène par Robert Bellefeuille au Théâtre de Quat'Sous (en coproduction avec le Théâtre de la Vieille 17)
- Interprétation masculine : Hugues Frenette dans Les Mains sales de Jean-Paul Sartre, mise en scène de Marie Gignac
- Mise en scène : Marie Gignac pour Les Mains sales de Jean-Paul Sartre, production du Théâtre du Trident
- Texte original : Frédéric Blanchette pour Le Périmètre, une pièce mise en scène par son auteur au Théâtre d'Aujourd'hui
- Théâtre région : Théâtre Advienne que pourra, de l’île Dupas, pour Le Dépit amoureux, une pièce de Molière mise en scène par Frédéric Bélanger
- Interprétation féminine de soutien : Macha Limonchik, dans Du vent entre les dents, une pièce d’Emmanuelle Jimenez mise en scène par Martin Faucher au Théâtre d'Aujourd'hui
- Interprétation masculine de soutien : Michel Perron pour Assorted Candies, une pièce de Michel Tremblay mise en scène par Serge Denoncourt au Centaur
- Révélation : Jean-Michel Déry dans On achève bien les chevaux, d’Horace McCoy adapté et mis en scène par Marie-Josée Bastien et produit par le Théâtre Niveau Parking et le Théâtre Les Enfants terribles
- Conception du décor : Michel Gauthier, pour Les Mains sales de Jean-Paul Sartre
- Conception sonore : Ludovic Bonnier pour Coma Unplugged, de Pierre-Michel Tremblay, mise en scène par Denis Bernard
- Conception des costumes : Isabelle Larivière pour On achève bien les chevaux, d’Horace McCoy adapté et mis en scène par Marie-Josée Bastien et produit par le Théâtre Niveau Parking et le Théâtre Les Enfants terribles
- Conception des éclairages : Étienne Boucher pour Du vent entre les dents, une pièce d’Emmanuelle Jimenez, mise en scène par Martin Faucher au Théâtre d'Aujourd'hui

## Lauréats 2006
Cette édition de la Soirée des Masques s'est déroulée au studio 42 de Radio-Canada à Montréal. Le gala a été animé et dirigé par le collectif Momentum.
- Masque du public Loto-Québec : Grace et Gloria, Théâtre de l'île de Gatineau et Théâtre populaire d'Acadie.
- Production Montréal : Le traitement, Théâtre PàP.
- Production Québec : En attendant Godot, Théâtre de la Bordée.
- Production jeune public : Contes de la lune, Théâtre des Confettis et Théâtre populaire d'Acadie.
- Production langue anglaise : Cabaret, Leonor and Alvin Segal Theatre.
- Production franco-canadienne: L'Avare de Molière, une production du Théâtre français de Toronto.
- Interprétation féminine : Louise Turcot, dans W;t, Théâtre de Quat'Sous.
- Interprétation masculine : Marc Béland, Visage retrouvé, de Wajdi Mouawad, au Théâtre d'Aujourd'hui.
- Mise en scène : Claude Poissant pour Le traitement de Martin Crimp.
- Texte original : Jean-Marc Dalpé pour Août (un repas à la campagne).
- Théâtre région : Le Palier, Théâtre du tandem.
- Interprétation féminine de soutien : Dominique Pétin, dans W;t, Théâtre de Quat'Sous.
- Interprétation masculine de soutien : Félix Beaulieu-Duchesneau, dans Le traitement.
- Révélation : Pierre-Étienne Locas
- Conception du décor : Pierre-Étienne Locas, pour W;t, Théâtre de Quat'Sous.

## Lauréats 2005
Le Théâtre de Quat'Sous, qui célébrait en 2005 son 50e anniversaire, recevait le Prix hommage de la 11e Soirée des Masques.
- Masque du public Loto-Québec : Gros et détail, de Anne-Marie Olivier[5]
- Production Montréal : La Cloche de verre, de Sylvia Plath
- Production Québec : Le Projet Andersen, de Robert Lepage
- Masque des Enfants terribles : Wigwam, de Jean-Frédéric Messier
- Production langue anglaise : Guy Sprung The Facts Behind The Helsinki Roccamatios, d'après Yann Martel, Infinitheatre
- Révélation : Erica Schmitz, pour le décor, les costumes et les accessoires de Wigwam
- Interprétation féminine : Céline Bonnier, La Cloche de verre
- Interprétation masculine : Alexandre Goyette, King Dave
- Mise en scène : Brigitte Haentjens, La Cloche de verre
- Texte original : Alexandre Goyette, King Dave

## Lauréats 2004[6]
Cette  édition de la Soirée des Masques s'est déroulée au Monument-National à Montréal, le 1er février. Le gala a été animé et dirigé par Claude Poissant. André Brassard a reçu un hommage pour l'ensemble de sa carrière.
- Masque du public Loto-Québec : Les Feluettes ou la Répétition d’un drame romantique de Michel Marc Bouchard, une production de l’Espace Go mise en scène par Serge Denoncourt
- Production Montréal : Les Feluettes ou la Répétition d’un drame romantique de Michel Marc Bouchard, une production de l'Espace Go mise en scène par Serge Denoncourt
- Production Québec : Lentement la beauté, Théâtre du Niveau Parking (œuvre collective de Marie-Josée Bastien, Lorraine Côté, Hugues Frenette, Véronika Makdissi-Warren et Michel Nadeau. Mise en scène de Michel Nadeau.
- Production théâtre privé : Entre Deux, de Steve Laplante,  mise en scène par Stéphane Bellavance et produite par les Productions du Chenal-du-Moine
- Production jeune public : Deux pas vers les étoiles, de Jean-Rock Gaudreault mise en scène par Jacinthe Potvin
- Production langue anglaise : The Glass Menagerie de Tennessee Williams, mise en scène par Christopher Abraham et produite par le Centre des arts Saidye Bronfman (Montréal)
- Production franco-canadienne: Le Testament du couturier de Michel Ouellette, mis en scène par Joël Beddows et produit par le Théâtre la Catapulte d’Ottawa
- Production étrangère : l'adaptation du Malade imaginaire, de Molière, en pièce de théâtre pour jeune public, réalisée par Ad de Bont et Mathieu Güthschmidt (Pays-Bas)
- Interprétation féminine : Lorraine Côté, dans la pièce Marie Tudor de Victor Hugo, mise en scène par Gill Champagne produite par le Théâtre du Trident
- Interprétation féminine dans un rôle de soutien : Évelyne Rompré dans la pièce Unity, mil neuf cent dix-huit de Kevin Kerr, produite par le Théâtre PàP et mise en scène par Claude Poissant
- Interprétation masculine : Christian Bégin dans la pièce La Société des loisirs de François Archambault, mise en scène par Michel Monty et produite par le Théâtre de la Manufacture
- Interprétation masculine dans un rôle de soutien: Robert Lalonde, dans Les Feluettes ou la Répétition d’un drame romantique de Michel Marc Bouchard, une production de l’Espace Go mise en scène par Serge Denoncourt
- Mise en scène : Gill Champagne, Le roi se meurt d’Eugène Ionesco du Théâtre de la Bordée
- Texte original : François Archambault pour son œuvre La Société des loisirs
- Traduction : Normand Chaurette pour La Nuit des rois, de William Shakespeare mise en scène par Yves Desgagnés et produite par le Théâtre du Nouveau Monde
- Théâtre région : L’Espace entre nous de Nico Gagnon et Julie Deslauriers, mise en scène par Marc Dumesnil et produite par Le Petit Théâtre Du Nord
- Révélation : Véronique Côté, pour sa première mise en scène Une année sans été de Catherine Anne, d’après la vie et l’œuvre de Rainer Maria Rilke production Théâtre [mo]
- Conception du décor : Les Feluettes ou la Répétition d’un drame romantique de Michel Marc Bouchard, une production de l’Espace Go mise en scène par Serge Denoncourt
- Conception des costumes : Les Feluettes ou la Répétition d’un drame romantique de Michel Marc Bouchard, une production de l’Espace Go mise en scène par Serge Denoncourt
- Conception sonore : Ludovic Bonnier dans Deux pas vers les étoiles, de Jean-Rock Gaudreault mise en scène par Jacinthe Potvin

## Lauréats 2003[7],[8]
La 9e Soirée des Masques a été tenue au Monument-National, à Montréal, le 2 février 2003. À cette occasion, un prix Hommage a été remis à l'homme de théâtre Paul Hébert.
- Prix Hommage : Paul Hébert, pour l'ensemble de sa carrière
- Masque du public : Les Trois Sœurs, d'Anton Tchekhov, mise en scène par Wajdi Mouawad, une production du Théâtre du Trident
- Mise en scène : Benoît Vermeulen, Au moment de sa disparition, Théâtre Le Clou
- Interprétation féminine : Isabelle Blais, Au cœur de la rose, de Pierre Perrault mise en scène par Denis Marleau, coproduit par le Théâtre du Rideau Vert et Ubu
- Interprétation masculine : Maxime Denommée, Howie le Rookie, de Mark O’Rowe mis en scčne par Fernand Rainville, produit par le Théâtre de la Manufacture
- Production étrangère : Endstation Amerika d’après l’œuvre de Tennessee Williams, Volksbühne, (Berlin), présentée au Carrefour international de théâtre de Québec
- Production Régions : Encore une fois, si vous permettez, de Michel Tremblay mise en scène par Louise Laprade, Les Gens d'en bas
- Production Québec : Les Trois Sœurs
- Production Montréal : Le Ventriloque, de Larry Tremblay mis en scène par Claude Poissant au PàP
- Production Théâtres privés : L’Homme de la Mancha de M. Leigh, J. Darion et D. Wasserman, adapté en français par Jacques Brel et mis en scène par René Richard Cyr Productions Libretto
- Production de langue anglaise : Salt-Water Moon de David French, mis en scène par Chris Abraham
- Production franco-canadienne : Univers de Herménégilde Chiasson, de Robert Marinier et Dominick Parenteau-Lebeuf, mise en scène d’André Perrier, coproduction des Théâtres du Nouvel-Ontario (Sudbury), de l’Escaouette (Moncton) et du Théâtre français du CNA d’Ottawa
- Conception du décor : Isabelle Larivière pour Les trois sœurs
- Conception sonore : Joyeuses Commères de Windsor, par Catherine Gadouas, Théâtre du Nouveau Monde
- Conception des costumes : Mérédith Caron pour Juste la fin du monde de Jean-Luc Lagarce, Espace Go
- Conception des éclairages : Des fraises en janvier d’Evelyne de la Chenelière au Théâtre d'Aujourd'hui
- Contribution spéciale : Martin Gagnon, Dany Lefrançois, Guylaine Rivard et Nadia Simard pour leur travail dans Poupzée, d’après La Mère aux monstres de Maupassant, monté par le Théâtre CRI de Jonquière
- Enfants Terribles (attribué par les jeunes spectateurs) : Amours, délices et ogre créé par Claudie Gagnon et Christian Fontaine, du Théâtre des Confettis en coproduction avec le Carrefour international de théâtre de Québec
- Révélation : Simon Boudreault et Jean-Guy Legault pour L’Honnête fille de Carlo Goldoni, mis en scène par Jean-Guy Legault et Simon Boudreault au Théâtre Denise-Pelletier
- Meilleure traduction/adaptation : Danielle Grégoire qui a traduit et adapté Neuf Mois de Carl Ritchie et Stephen Woodjetts pour le Théâtre de l'Île à Gatineau
- Production Jeunes publics : Au moment de sa disparition, de Jean-Frédéric Messier, Théâtre Le Clou
- Interprétation féminine dans un rôle de soutien : Adèle Reinhardt, Ladouceur et fils, de Neil Simon mis en scène par Normand Chouinard au Théâtre des Grands Chênes
- Interprétation masculine dans un rôle de soutien : Albert Millaire, (Oncle) Vania, de Howard Barker inspiré de Oncle Vania d'Anton Tchekhov, mis en scène par Serge Denoncourt et produit par le Théâtre de l'Opsis
- Masques du Public Loto-Québec (scrutin populaire) : L’homme de la Mancha, Productions Libretto
- Texte original : Jean-Frédéric Messier pour Au moment de sa disparition. Une bourse de 10 000 $ de « soutien à la création artistique » offerte par le Conseil des arts et des lettres du Québec accompagne ce Masque